# Cantó de Briva la Galharda Sud-Est
El cantó de Briva la Galharda Sud-Est és un cantó francès del departament de la Corresa, situat al districte de Briva la Galharda. Comprèn un municipi i part del de Briva la Galharda.

## Municipis
- Cosnac
- Briva la Galharda

## Història
| Data d'elecció                           | Identitat              | Partit | Qualitat |
| ---------------------------------------- | ---------------------- | ------ | -------- |
| 1982-2001                                | Claudine Labrunie      | PS     |          |
| 2001-                                    | Jean-Claude Chauvignat | PS     |          |
| les dades anteriors no són pas conegudes |                        |        |          |
|                                          |                        |        |          |

| 1962 | 1968 | 1975 | 1982 | 1990 | 1999 | 2006   |
| ---- | ---- | ---- | ---- | ---- | ---- | ------ |
| -    | -    | -    | -    | -    | -    | 13.697 |